# Birmingham City Football Club 2022-2023
Questa voce raccoglie le informazioni riguardanti il Birmingham City Football Club nelle competizioni ufficiali della stagione 2022-2023.

## Maglie e sponsor
| Casa | Trasferta |

Sponsor ufficiale: BoyleSports
Fornitore tecnico: Nike

## Rosa

### Rosa 2022-2023
Aggiornata al 16 febbraio 2023.
| N. |                        | Ruolo | Calciatore             |
| -- | ---------------------- | ----- | ---------------------- |
| 1  | Filippine (bandiera)   | P     | Neil Etheridge         |
| 2  | Francia (bandiera)     | D     | Maxime Colin           |
| 3  | Inghilterra (bandiera) | D     | George Friend          |
| 4  | Inghilterra (bandiera) | D     | Marc Roberts           |
| 5  | Stati Uniti (bandiera) | D     | Auston Trusty          |
| 6  | Tunisia (bandiera)     | C     | Hannibal Mejbri        |
| 7  | Curaçao (bandiera)     | C     | Juninho Bacuna         |
| 8  | Inghilterra (bandiera) | A     | Troy Deeney (capitano) |
| 9  | Irlanda (bandiera)     | A     | Scott Hogan            |
| 10 | Inghilterra (bandiera) | A     | Lukas Jutkiewicz       |
| 11 | Inghilterra (bandiera) | A     | Jordan Graham          |
| 12 | Inghilterra (bandiera) | D     | Harlee Dean            |
| 17 | Germania (bandiera)    | C     | Reda Khadra            |

| N. |                        | Ruolo | Calciatore       |
| -- | ---------------------- | ----- | ---------------- |
| 18 | Paesi Bassi (bandiera) | A     | Tahith Chong     |
| 19 | Galles (bandiera)      | C     | Jordan James     |
| 20 | Inghilterra (bandiera) | C     | Gary Gardner     |
| 21 | Inghilterra (bandiera) | P     | John Ruddy       |
| 23 | Inghilterra (bandiera) | D     | Emmanuel Longelo |
| 25 | Inghilterra (bandiera) | D     | Nico Gordon      |
| 26 | Irlanda (bandiera)     | D     | Kevin Long       |
| 27 | Inghilterra (bandiera) | C     | Jobe Bellingham  |
| 28 | Inghilterra (bandiera) | D     | Dion Sanderson   |
| 31 | Polonia (bandiera)     | C     | Krystian Bielik  |
| 35 | Inghilterra (bandiera) | C     | George Hall      |
| 48 | Inghilterra (bandiera) | D     | Josh Williams    |